# فقد ألبومين الدم
فقد ألبومين الدم (بالإنجليزية: Analbuminaemia أو analbuminemia)‏ هو خلل أيضي جيني وراثي يمتاز بخلل في تكوين ألبومين الدم.
رغم أن الألبومين أكثر أنواع البروتين في الدم إلا أن فقد ألبومين الدم مرض حميد.